# 기가레인
기가레인(GigaLane Co., Ltd)은 RF 통신 부품 및 반도체를 생산하는 코스닥 상장 기업이다. 2001년 당시 국내에서는 미개척 분야였던 고주파 기술을 기반으로 창업하여 현재는 스마트폰과 기지국 및 항공기 등에 들어가는 RF 케이블 조립체를 국내에서 유일하게 생산하고 있다.

## 사업
모바일 기기 및 국방 분야 등에 사용되는 RF 통신 부품, LED Etcher, DRIE(Deep Reactive Ion Etching) 관련 반도체 장비를 비롯하여, 반도체 FPD(Flat-Panel Display) 등을 주력으로 생산한다. 매출 구성은 RF 통신 부품 42%, 반도체 장비 53%, 기타 사업 5% 가량으로 구성된다.
2014년 현재 회사 규모는 시가 총액 1,800억원 가량이며 2012년부터 흑자 전환하여 매년 100억 원 안팎의 순이익을 내고 있다.

## 테마
기가레인은 증시에서 사물인터넷 테마주로 인식되어 있다. 이는 RF통신부품을 생산하기 때문에 통신기술로서의 연관성이 부각된 것이다.

## 참고 문헌
1. ↑  기가레인, LTE확산·사물인터넷 수혜주…'매수' 제시[하나대투證] 아시아경제 2014/05/19
2. ↑  기가레인, 美 초고속인터넷 수혜 순매수 1위, 매일, 2023.06.27
3. ↑  [https://www.edaily.co.kr/news/read?newsId=02420646635740120 기가레인, 韓·美 정부 6G 협력 공동성명문·삼성 5G 북미 단독 공급사 부각 ‘강세’
, 이데일리, 2023-09-14]